# Bitwa pod Dziwnówkiem
Bitwa pod Dziwnówkiem – walki prowadzone przez 2 Warszawską Dywizję Piechoty w ramach operacji pomorskiej.
12 i 13 marca 1945 oddziały 2 Warszawskiej Dywizji Piechoty im. Henryka Dąbrowskiego prowadziły ciężkie walki z okrążonymi na zachód od Trzebiatowa oddziałami Wehrmachtu, które usiłowały przedostać się na wyspę Wolin.

## Przebieg bitwy

### Działania niemieckie
Przed pododdziałami polskimi działały niemieckie bataliony 6 Lotniczej Szkoły Łączności, 56 pułku piechoty 5 Dywizji Lekkiej, oraz z fortecznego pułku „Swinemünde”. Uderzyły one wzdłuż wybrzeża morskiego, zepchnęły na południe oddziały sowieckiej 207 Dywizji Piechoty i opanowały Pobierowo, Łukęcin oraz Wrzosowo. Działanie wojsk lądowych wspierało lotnictwo, artyleria nadbrzeżna z rejonu Dziwnowa oraz z krążowników „Lūtzow” i  „Admiral Scheer”. Opanowany „korytarz” o szerokości 2–3 km posłużył Niemcom do wyprowadzenia zablokowanych wcześniej wojsk w kierunku Dziwnowa i na wyspę Wolin.

### Walki 2 Dywizji Piechoty
Dowódca 3 Armii Uderzeniowej podporządkował polską 2 DP wzmocnioną 13 pułkiem artylerii pancernej dowódcy 79 Korpusu Piechoty gen. mjr. Siemionowi Pieriewiertkinowi .
12 marca dowódca sowieckiego 79 Korpusu Piechoty postawił dowódcy 2 Warszawskiej Dywizji Piechoty zadanie: dwoma pułkami piechoty wzmocnionymi dwoma dywizjonami 2 pułku artylerii lekkiej uderzyć na północ, zdobyć Radawkę i Wrzosowo, następnie opanować Wapno i Dziwnówek. Nacierając dalej na Dziwnów, zabezpieczyć wschodni brzeg Zalewu Kamieńskiego. 
W południe, po  pięciominutowej nawale ogniowej, uderzyły na nieprzyjaciela pododdziały  4 i 5 pułku piechoty. O 13:00 1/5 pp por. Tadeusza Żuławskiego zdobył Radawkę.
Atak 4 pułku piechoty pp i  3/5 pp na Wrzosowo, wsparty działami pancernymi załamywał się. Uderzenie 2/5 pp wchodzącego w lukę między Radawką, a Wrzosowem zagroziło skrzydłu i tyłom wojsk niemieckich broniących Wrzosowa. Wykorzystując powodzenie sąsiada, 3 batalion 5 pp we współdziałaniu z pododdziałami 4 pułku piechoty, wdarł się do miejscowości. Walczono o każdy dom i ulicę. Sukces pododdziałów był zasługą ich dowódców. Ich inicjatywa i samodzielność podejmowania samodzielnych decyzji na polu walki była niezbędna. Dowództwo i sztab 2 DP czasowo utraciło możliwość dowodzenia swoimi wojskami. 
Rano 13 marca pododdziały 5 pułku piechoty wznowiły natarcie. 1 batalion wyszedł na brzeg morza w okolicy Łukęcina, 2 batalion opanował Wapno i wspólnie z 3 batalionem uderzył na Dziwnówek. Jeszcze w godzinach przedpołudniowych Dziwnówek został zdobyty. Uderzając dalej na Dziwnów bataliony nie uzyskały powodzenia. Wąski przesmyk skutecznie blokowany był przez Niemców.
Na rozkaz przełożonych, 2 DP przeszła do obrony wybrzeża Morza Bałtyckiego od Łukęcina do Dziwnówka i dalej na zachód wzdłuż Jeziora Wrzosowskiego, Zalewu Kamieńskiego, rzeki Dziwny do miejscowości Laska.

## Bilans walk
Działanie oddziałów 2 Warszawskiej Dywizji Piechoty im. Henryka Dąbrowskiego spowodowało zamknięcie „korytarza” w kierunku na wyspę Wolin. Zdobyto Radawkę, Wrzosowo i Dziwnówek.
Według szacunkowych danych  Niemcy stracili kilkuset zabitych, rannych i wziętych do niewoli. Zniszczono 3 działa samobieżne i 12 samochodów, zdobyto 9 dział i moździerzy, kilkanaście karabinów maszynowych i wiele sprzętu wojskowego. Straty oddziałów polskich to około 30 zabitych i 90 rannych oraz zniszczone 2 działa pancerne i 1 uszkodzone. 
15 marca 1945 dowódca 5 pułku piechoty zorganizował w Dziwnówku uroczyste zaślubiny z morzem.